# Love For All (Hi-Fi CAMPのアルバム)
「Love For All」は、Hi-Fi CAMPのミニアルバムである。2012年12月19日発売。

## 作品概要
- Hi-Fi CAMP初のミニアルバム。冬をイメージしており、クリスマスにぴったりの1作となっている。全5曲。

## 収録曲
1. キラ星
  - 作詞：川村結花、作曲：Hi-Fi CAMP、編曲：Hi-Fi CAMP, MACK, DAKI
2. ワンダフル・ワールド
  - 作詞：SOYA, 川村結花、作曲：Hi-Fi CAMP、編曲：Hi-Fi CAMP, MACK

トーヨータイヤ スタッドレスタイヤ「GARIT G5」CMソング。
3. snow
  - 作詞：KIM、作曲：Hi-Fi CAMP、編曲：Hi-Fi CAMP

APPI 2013冬CMソング。
4. 2HEART
  - 作詞：SOYA、作曲：Hi-Fi CAMP、編曲：Hi-Fi CAMP
5. 大切な人へ贈るうた
  - 作詞：SOYA、作曲：Hi-Fi CAMP、編曲：Hi-Fi CAMP, MACK